# Gravitationsbakke
En gravitationsbakke, også kaldet magnetisk bakke, er det generelle navn på et sted, hvor det omgivende landskab giver den optiske illusion, at en nedadgående vej synes at være stigende. Det menneskelige øje fortolker derfor vejen som stigende, mens den faktisk falder. Dette giver også den illusion, at tyngdekravene ikke gælder: en stationær bil med en håndbremse på den ser ud til at rulle op.
Skønt lokalbefolkningen eller interessenterne undertiden hævder, at en gravitationbakke er resultatet af magnetisme eller overjordiske kræfter, er det faktisk resultatet af en optisk illusion. Den vigtigste faktor i illusionen er manglen på en (komplet) horisont. Det menneskelige øje bruger horisonten som en reference for at kunne vurdere, om noget stiger eller falder. Når referencen er fraværende, vil folk snart begå fejl eller fejlfortolkninger.

## Eksempler
Man finder sådanne gravitationsbakker på verdensplan som:
- Magnetic Hill of Peterborough i South Australia[1]
- Mysteriet om Ladeira do Amendoim i Belo Horizonte, Brasilien[2]
- La route magique i Frankrig[3]

Der findes også attraktioner, som er baseret på princippet om en gravitationsbakke, fx Mystery Spot i Santa Cruz (Californien). Et andet kendt fænomen er et Ames-rum.